# 博爾蘇基夫
51°5′48″N 30°58′31″E / 51.09667°N 30.97528°E
博爾蘇基夫（烏克蘭語：Борсуків），是烏克蘭北部的村莊，隸屬切爾尼希夫州的切爾尼希夫區。該村始建於1658年，面積2.35平方公里，海拔高度105米，2001年人口345，人口密度每平方公里146.93人。